# (31639) Bodoni
1999 GC34 (asteroide 31639) é um asteroide da cintura principal. Possui uma excentricidade de 0.10661190 e uma inclinação de 3.99130º.
Este asteroide foi descoberto no dia 6 de abril de 1999 por LINEAR em Socorro.